# Paxylommites reticulatus
Paxylommites reticulatus är en stekelart som beskrevs av Dmitriy R. Kasparyan 1988. Paxylommites reticulatus ingår i släktet Paxylommites och familjen brokparasitsteklar. Inga underarter finns listade i Catalogue of Life.